# Dóczi Imre (tanár)
Dóczi Imre (Vily, 1849. szeptember 30. – Debrecen, 1930. november 11.) a debreceni Tanárképző Intézet egyik megszervezője, az ORTE alapítója, görög-latin szakos tanár.

## Életpálya
Bár sokan Sárospatakot jelölik meg születése helyeként, Vilyen (1940-től Vilyvitány) született. A Sárospataki Református Kollégiumban tanult, ahol 1873-ban református teológia szakon végzett, majd Kolozsváron szerzett tanári diplomát. 1876-tól nagykőrösi, majd 1887-től a debreceni református gimnázium tanára.
1898-tól a Tiszántúli Református Egyházkerület kinevezi középiskolai felügyelőjének. 1902-ben megalapította az Országos Református Tanáregyesületet, melynek első elnöke lett. 1916-ban nyíltan kiállt a református oktatásügy újraszervezése mellett, melyben Ravasz László és Imre Sándor mellett nagy érdemeket szerzett.
1917-től választmányi tagja volt a Magyar Protestáns Irodalmi Társaságnak, és ugyanabban az évben a Debreceni Egyetem teológiai díszdoktora lett. Nagy része volt az 1925-ben a Debreceni Egyetem mellett induló Tanárképző Intézet megszervezésében. Pedagógiai cikkein kívül görög nyelvkönyvei említésre méltók.

## Művei
- Praeparatio Vergilius Aeneisének I. és II. énekéhez, Budapest, 1892–94
- Görög nyelvtan összehasonlító nyelvészeti alapon, Budapest, 1894
- Rézmetsző diákok, Debreceni gimnáziumi értesítő, 1895
- Az újkori gimnázium, Debreceni gimnáziumi értesítő, 1895
- Görög olvasó- és gyakorlókönyv, Budapest, 1908
- Nevelésügyi feladatok a református egyházban, Debrecen, 1916